# 健太康太
健康は福岡出身の双子デュオ。

## 概要
- - 2010年 R&B祭2010でグランプリを受賞。
  - 2011年に上京。
  - 2012年から伊藤治久氏とライブレストランCafe KICKを下北沢に設立、自身も昼夜働きながら月に一度ワンマンライブを行うなど活動拠点となる。
  - 2013年に自主レーベルKICK RECORDSより1stアルバムaround the world
  - を全国発売開始。(2018年現在9,000枚をセールス中)
  - 2015年 下北沢Cafe KICKを解散し、一台のワゴン車を購入。自身でキャンピングカー使用に改造。某アニメの影響からダイアモンドブルース号と命名。音響機材を積み込み何も予定のないまま勝手に全国ツアーへと旅立つ。(高速道路を使わない下道での移動を基本とする。)
  - 2020年現在も旅は継続中で走行距離は400,000kmを走破。(未踏の地は沖縄県のみだそう。)今なお車中泊生活しながらどこかで走り続けている。

## CD
- DIAMOND BLUES（2013年10月2日）
  - ギターにかりんとう (ギターデュオ)、アレンジにaaaaa
  - を迎え制作。
  - アートワークはhelocが担当。

- parasoul（2017年8月20日）
  - シングルCDと絵本を同梱した一風変わった絵本シングルとして出版。
  - 発売前に自身が幼少の頃に読んでもらっていた絵本を偶然見つけ、多少傷んではいたが綺麗に残っていることに感銘を受け、大手出版社に最高品質での製本を以来。(この絵本と触れ合った子どもがいずれ親となった時にその子どもに読み聞かせて欲しいとの願いがあるそう。)